# Torre (Serra da Estrela)
Der Torre (nach portugiesisch torre ‚Turm‘) ist mit 1993 m der höchste Berg auf dem portugiesischen Festland und nach dem Ponta do Pico auf den Azoren der zweithöchste Berg Portugals. Der Berg, der eher eine Kuppe in einer Hügellandschaft als ein ausgeprägter Gipfel ist, liegt in der Serra da Estrela. Eine befestigte Straße führt auf den höchsten Punkt, um das Gipfelkreuz herum ist ein Kreisverkehr gebaut. Am Nordhang des Hügels befindet sich Portugals einziges Skigebiet.

## Bildergalerie

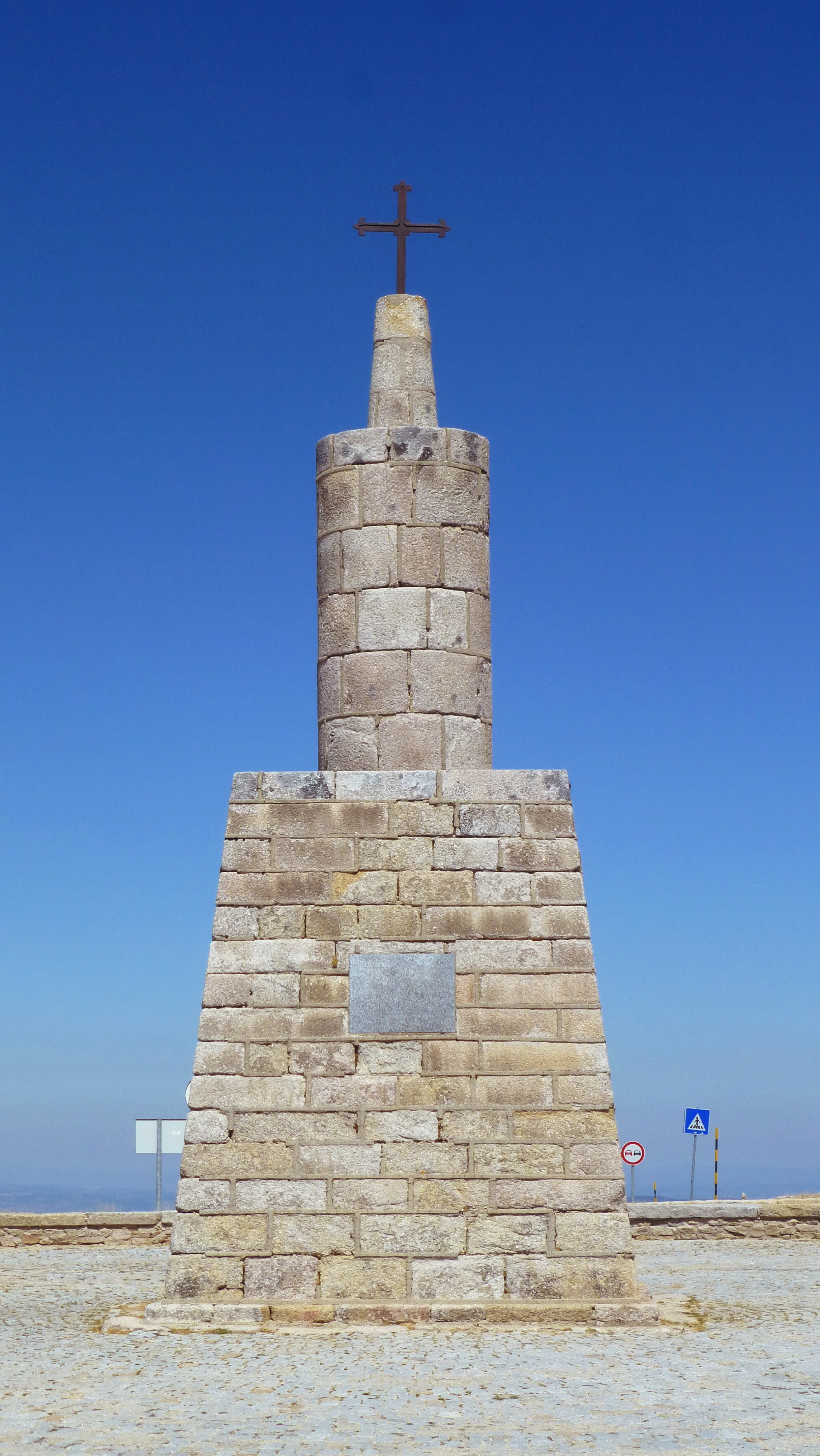
Gipfelkreuz
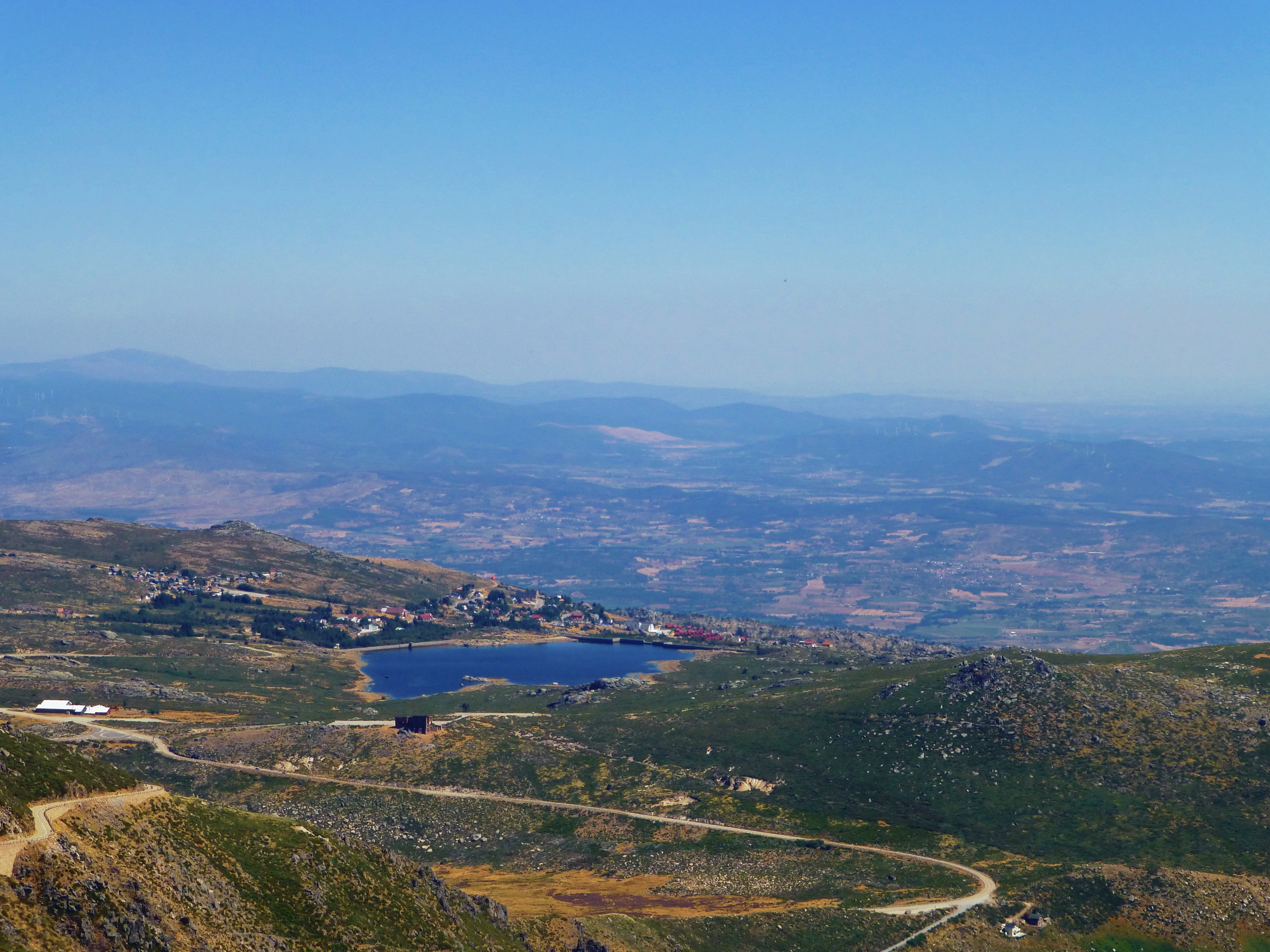
Aussicht
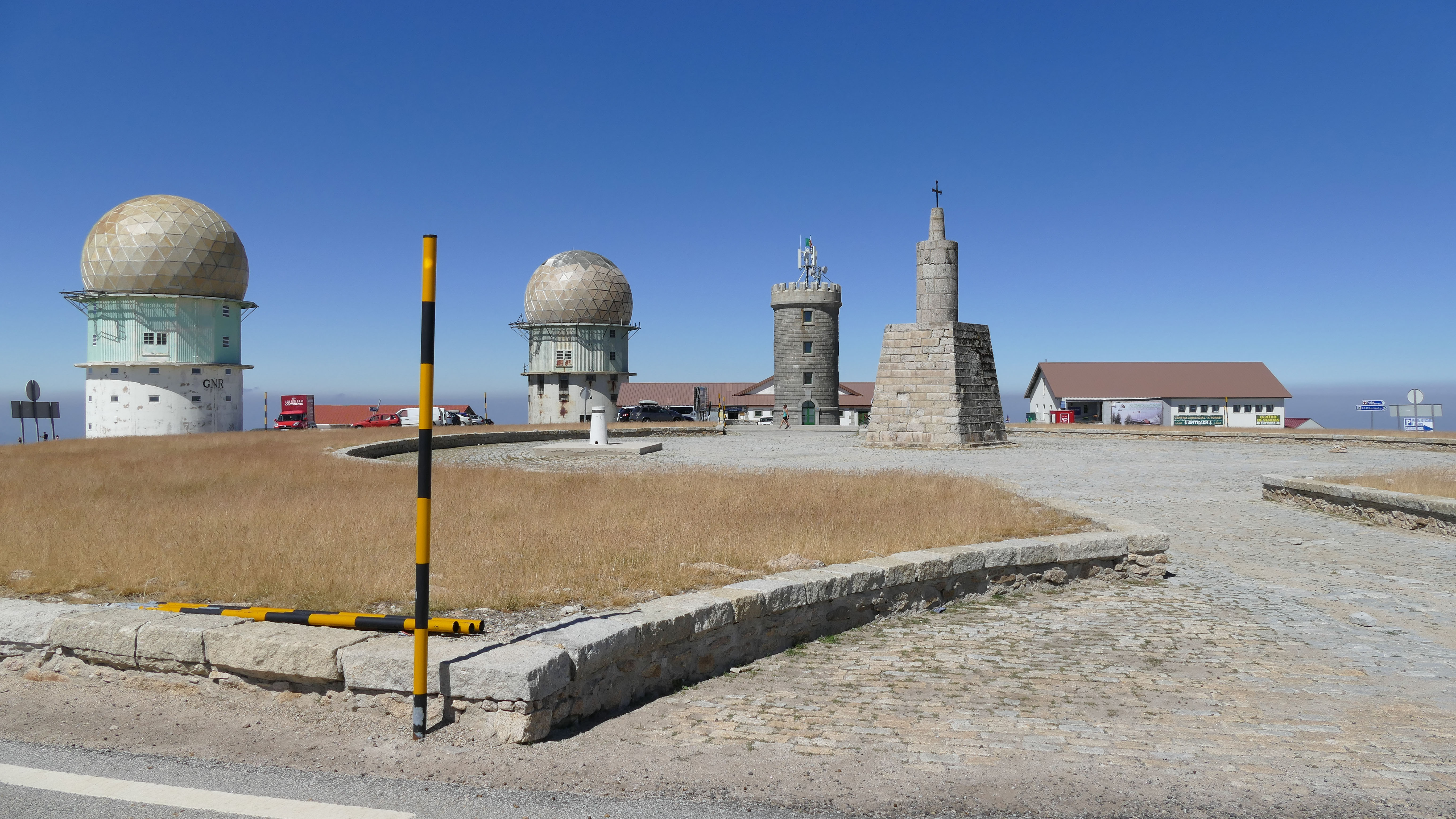
Gipfelregion
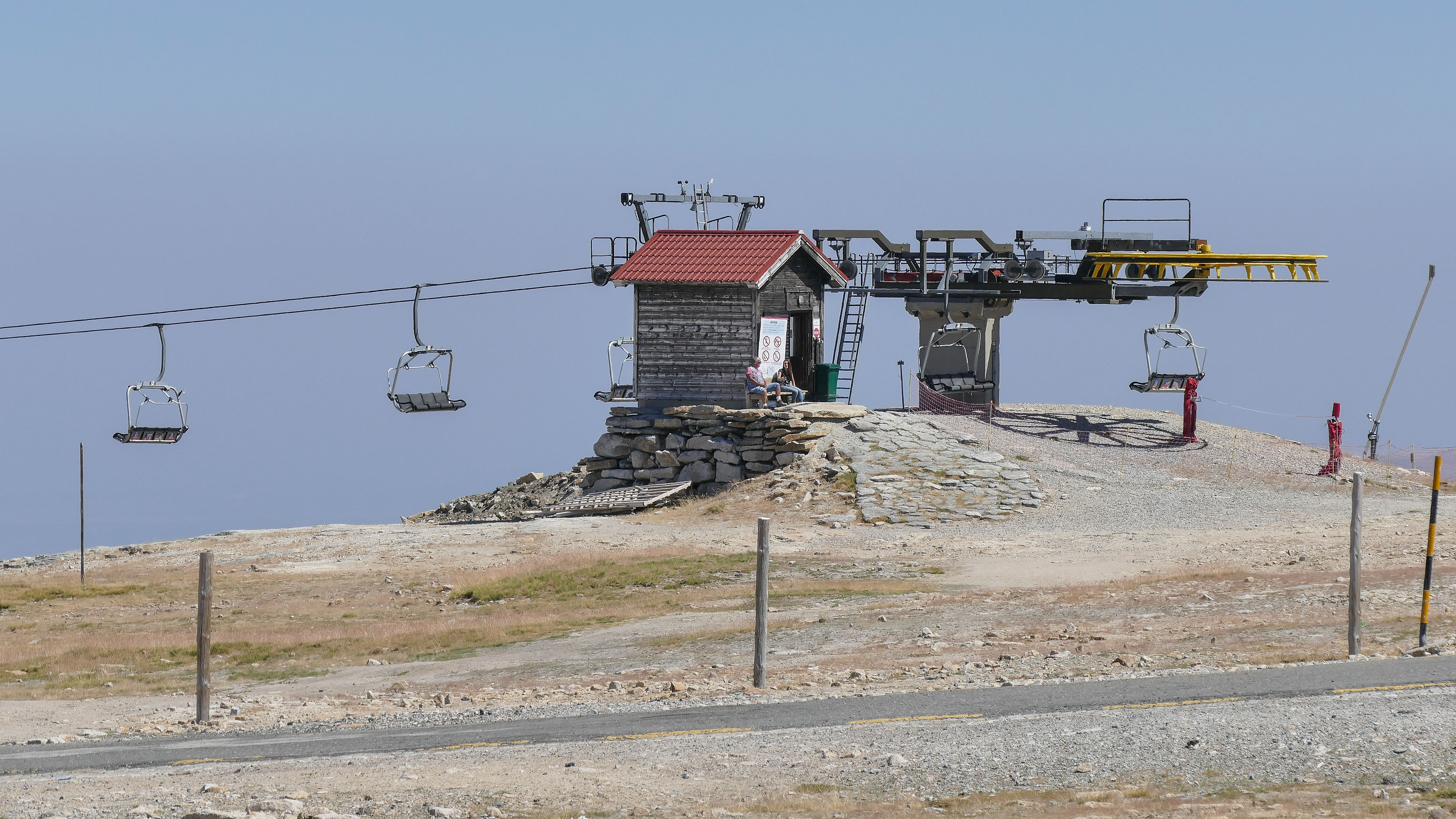
Sessellift